# 9657 Učka
9657 Učka eller 1996 DG2 är en asteroid i huvudbältet som upptäcktes den 24 februari 1996 av de båda kroatiska astronomerna Korado Korlević och Damir Matković vid Višnjan-observatoriet. Den är uppkallad efter berget Učka.
Asteroiden har en diameter på ungefär 14 kilometer.